# Sirangkap
Sirangkap is een bestuurslaag in het regentschap Mandailing Natal van de provincie Noord-Sumatra, Indonesië. Sirangkap telt 1196 inwoners (volkstelling 2010).